# Водяной Михайло Григорович
Миха́йло Григо́рович Водяно́й (23 грудня 1924, Харків, УРСР — 11 вересня 1987, Одеса, УРСР) — український артист оперети, конферансьє, театральний режисер, актор кіно, керівник Одеського театру музичної комедії, якому присвоєно його ім'я. Величезний успіх Водяному принесла роль Попандопуло у виставі та однойменному фільмі «Весілля в Малинівці».

## Життєпис

### Ранні роки
Михайло Григорович народився 23 грудня 1924 року в місті Харкові. Був другою дитиною із трьох в забезпеченій родині, батько — начальник із постачання, мати, Ганна Львівна, домогосподарка, мала добрий слух та брала участь у самодіяльних виставах. Батьки пригадували, що Михайло з трьох років днював й ночував у церкві, котра була неподалік від їхнього будинку, слухаючи хор; одного разу служитель церкви вивів його до батьків, які були схвильовані довгою відсутністю сина, і сказав: «Ваш нащадок буде знаменитою людиною». В 1938 році сім'я переїхала до Кисловодська. Батько був невдоволений вибором Михайла, казав: «В сім'ї не без виродка. Старший син нормальний, два інститути закінчив, а у молодшого в голові одні драмгуртки та перевдягання». Захоплюватися театром Михайло почав ще в шкільні роки. У 1941 році він вступив до Ленінградського державного театрального інституту ім. О. М. Островського (нині — Російський державний інститут сценічних мистецтв), де навчався до 1943 року. Під час війни інститут було евакуйовано в Томськ.

### Творчий шлях
У 1943—1945 роках працював у П'ятигорському театрі музичної комедії. Леонід Утьосов першим порадив Водяному присвятити себе мистецтву оперети після того, як побачив його на одному з концертів (оперета «Сільва») в П'ятигорську. З 1945 року почав працювати у Львівському театрі оперети актором філармонії, згодом — актором мюзик-холу. В той час критики вже писали про надзвичайну пластику та неймовірну легкість виконання молодого актора. У Львові вперше грав разом з майбутньою дружиною, Маргаритою Дьоміною, у виставі «Вільний вітер». 1953 року Львівський театр переїхав до Одеси та став Одеським театром музичної комедії.
1972 року Водяной був обраний головою правління Одеського міжобласного управління Українського театрального товариства. Він запросив на роботу до театру режисера Едуарда Митницького, котрий згодом здобув звання Народного артиста України.
У 1979—1983 рр. Водяной був художнім керівником-директором Одеського театру музичної комедії. Саме з його ініціативи було побудовано нове приміщення театру на вулиці Чижикова, 3. За його керівництва театр здійснив велику кількість безоплатних шефських концертів — в райцентрах, військових частинах колгоспах, Водяной казав: «Адже там теж люди живуть. Їм теж хочеться радості».
З ініціативи Водяного в 1982 році в Одесі з'явилася вулиця Утьосова.
Михайло Водяной помер 11 вересня 1987 року від серцевого нападу (третього за все життя). Він похований на Другому християнському цвинтарі разом з дружиною.
За 40 років кар'єри в Одеському театрі він зіграв більш як 100 ролей.

### Доноси та репресії
У 1980-х роках Водяного почали звинувачувати у фінансових махінаціях, а 1986 року йому інкримінували розбещення неповнолітніх та відвідування притону. Сам актор, попри те, що сфабрикована справа «розвалилася на очах» і його було визнано невинним, дуже хвилювався, що суттєво погіршило стан здоров'я (переніс два інфаркти). Офіційно, розслідування у кримінальній справі було завершено лише через смерть Водяного, як обвинуваченого.

## Творчість
Водяной мав невеликий дефект мовлення від природи, тому постійно працював над сценічною мовою, в результаті його було чітко чутно у всіх куточках глядацької зали — при поганій акустиці та відсутності, за тих часів, радіомікрофонів.
Актори, яким довелося грати з Водяним, згадували, що він не намагався грати самого себе, а серйозно та зосереджено працював над кожним новим спектаклем. Він був вимогливим до себе та інших. Ретельно продумував для кожної ролі акторські прийоми та штрихи, котрі згодом на сцені виконував імпровізаційно та невимушено. Детально вивчав характери персонажів, яких грав та часи, в яких вони жили.
При роботі над роллю Яшки Буксира Водяной довго не міг знайти одяг, який відповідав би образу. Якось на вулиці він помітив чоловіка у екзотичній сорочці з пальмами та яскравій краватці і спитав, де можна придбати такий одяг. Впізнавши Водяного, чоловік віддав йому все задарма.
В останні роки артист зіграв ролі, які підтвердили його надзвичайні акторські можливості — Гусятников у виставі «Пізня серенада» і Тев'є у виставі «Скрипаль на даху».
Одного разу Олексію Арбузову, який саме відпочивав в Одесі, повідомили про постановку по його п'єсі «В цьому милому старому домі» спектаклю «Пізня серенада», де Гусятникова грав Водяной. Арбузов закричав: «Водяной грає Гусятникова! Не піду». На спектакль драматурга затягли силоміць. Після спектаклю Арбузов сказав Водяному: «Ви — не явище. Ви — справжнє театральне чудо», після чого дістав свою книжку та підписав її: «Найкращому Гусятникову на радянській сцені».
Валентин Валовой, котрий в театрі музкомедії з 15-ти років, пригадував, що під час київських гастролей театру в 1980-х роках публіка чубилася, щоб потрапити на виставу, де Водяной грав Тев'є; квитки випитували іще в метро.
Під час гастролей у Києві Водяной шість вечорів підряд виконував роль Тев'є-молочника у виставі «Скрипаль на даху». Тими днями у столиці УРСР перебував Михайло Ульянов, котрий вирішив скористатися нагодою перед відходом потяга до Москви та відвідати виставу. Вільних місць у залі не було, але Ульянов весь спектакль простояв, забувши про квиток на потяг.

### Ролі в кіно
- Яшка Буксир (Біла акація Ісаака Дунаєвського); однойменний фільм — 1958.
- Мишко Япончик (На світанку Оскара Сандлера).
- Попандопуло (Весілля в Малинівці Олексія Рябова); однойменний фільм — 1967, режисер Андрій Тутишкін,
- Серед інших ролей у кіно:
  - Біла акація, фільм-спектакль — Наконечников, 1957, екранізація Георгія Натансона, Тоська — Ідалія Іванова, Лора — Євгенія Дембська,
  - Киянка — Юра, на лижній прогулянці, 1960,
  - Мій божевільний брат — фільм-спектакль, головна роль, 1967,
  - головна роль — Приємний сюрприз, короткометражний, 1969,
  - Акім, ліфтер, що заїкається — Факір на годину, 1971,
  - Сосін Роберт Аркадійович (Інспектор карного розшуку, Будні карного розшуку, 1971, 1973),
  - Одинадцять надій — Сан Санич — таксист, вболівальник, 1975,
  - 12 стільців — Персицький, репортер газети «Станок»,
  - Арнольд, господар ресторану (Особливо небезпечні…, 1979),
  - Батько — Небезпечний вік, 1981,
  - Георг Стен — Вільний вітер, 1983,
  - Я повертаю ваш портрет, документальний фільм, 1983, режисер Владислав Виноградов;
- знімався в програмах:
  - телепрограма «В гостях у Леоніда Утьосова» — «Михайло Водяной Леоніду Утьосову до ювілею», 1966
  - Михайло Водяной та Маргарита Дьоміна, вогник «Дороги рибальські», 1969
  - «Михайло Водяной. Побачення з Одесою», серія «Театральні зустрічі», 1977

### Театральні роботи
Загалом зіграв понад 150 ролей, в Одеському театрі — понад 100, з них:
- Агабо — Серце моє тут, Г. Цабадзе;
- Агафон — Сто чортів і одна дівчина, Т. Хрєнников;
- Андрій — Четверо з вулиці Жанни Оскара Сандлера;
- Боні — Сільва Імре Кальмана;
- Галушка — Кому посміхаються зорі («В степах України»);
- Гаркуша — Біля рідного причалу Соловйова-Сєдого;
- Гарольд, Джордж — Мій божевільний брат, Г. Цабадзе;
- Костя Гусятников — Пізня серенада Вадима Ільїна;
- Альфред Дуліттл — Моя прекрасна леді, Фредерік Лоу;
- Зажигалкін — Даруйте коханим тюльпани Оскара Сандлера;
- Меккі-Ніж, Тригрошова опера, Курт Вайль;
- Микола Другий — Білі ночі;
- Мішка Япончик — На світанку Сандлера; консультувався з Леонідом Утьосовим (Леонід Йосипович був особисто знайомий з нальотчиком); цю роль зіграв понад 500 разів;
- Павло Перший — Дочка фельдмаршала Оскара Фельцмана;
- Попандопуло — Весілля в Малинівці Бориса Александрова;
- Попович — Сорочинський ярмарок Миколи Гоголя, режисер — Доміан Козачковський, диригент І. Кільберг;
- Санчо Панса — Людина із Ламанчі М. Лі;
- Соломон — Кін;
- Георг Стен — Вільний вітер Ісаака Дунаєвського;
- Тев'є — Скрипаль на даху, Джеррі Бок — (остання роль);
- Фальк — Кажан Йоганна Штрауса;
- Цар — Російський секрет, В. Дмитрієв;
- Яшка Буксир — Біла акація І. Дунаєвського, для першої постановки автор передав п'єсу саме до Одеського театру;
- Принцеса цирку Імре Кальмана, (Львів);
- Любов актриси К. Бенца (за оповіданням Мопассана Пампушка).

## Звання та нагороди
Заслужений артист Української РСР (1957). Народний артист Української РСР (1964). Народний артист СРСР (1976) (вперше в історії радянського мистецтва звання присвоєне артисту оперети). Нагороджений орденами Трудового Червоного Прапора (1962) та «Знак Пошани» (1969), ювілейною медаллю ім. Георгія Димитрова (1972). Лауреат Всесоюзного кінофестивалю 1968 року в номінації «Премії за акторську роботу».
Здобув 1968 року в Ленінграді нагороду Третього всесоюзного фестивалю «За найкращий комедійний ансамбль» у фільмі «Весілля в Малинівці» — разом з акторами Михайлом Пуговкіним, Володимиром Самойловим та Зоєю Федоровою.

## Особисте життя
Дружина — Маргарита Іванівна Дьоміна, була актрисою Одеського театру музичної комедії, народна артистка УРСР. Водяной та Дьоміна познайомилися в 1947 році у Львові, виступивши дуетом у виставі «Вільний вітер». Згодом вони виконували головні партії в спектаклях, із концертними програмами також їздили всюди разом. Вони прожили в шлюбі майже 40 років. Дітей у родини не було.

## Цікавинки
- У 1960-х роках Одеський театр готував постановку «На світанку» Оскара Сандлера, якою мали відкритися московські гастролі трупи. Рідний брат Мишка Япончика — Юдій прийшов до головного режисера театру Матвія Ошеровського в намаганні з'ясувати, як покажуть його родича — як бандита чи нальотчика, адже це «дві великі різниці». Результатом залишився задоволений.
- Одного разу коли Водяной запізнювався на гастрольний спектакль, пілоти здійснили посадку рейсового літака на військовому аеродромі замість запланованого летовища обласного центру; при цьому ніхто з пасажирів не обурювався, ще б пак — вони летіли із самим Попандопуло!

## Вшанування пам'яті

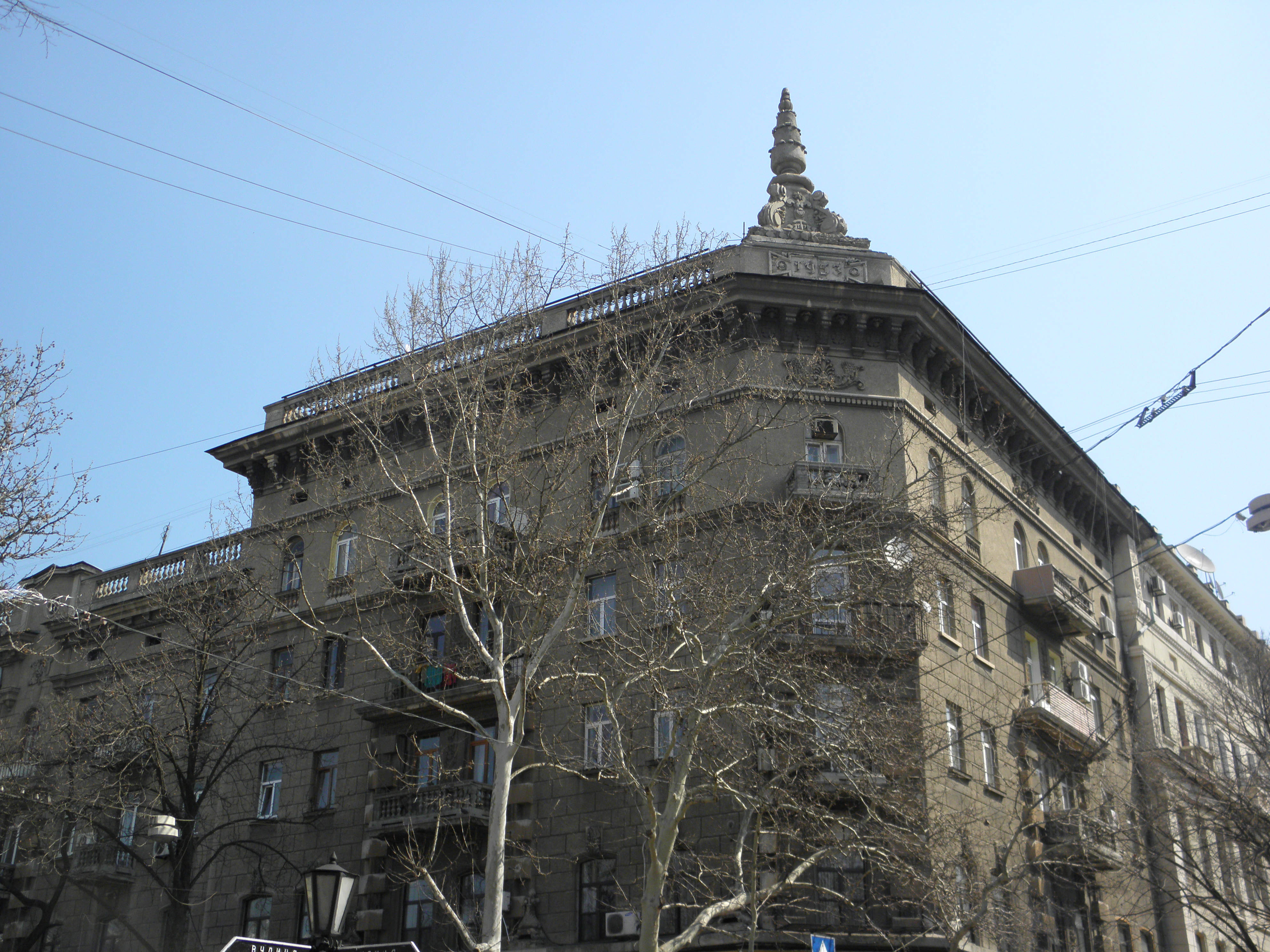
Будинок китобійної флотилії, в якому жив М. Г. Водяной

В Одесі на вулиці Європейській, 17, де жив артист, встановлено меморіальну дошку.
З 1990-х років, в Одеському театрі музичної комедії здійснюють постановку «Бал на честь короля», спектакль, присвячений Водяному.
1999 року до 75-ліття Водяного вийшла друком книга «Ім'я: Михайло Водяной» Валентина Максименка — театрознавця та голови Одеського театрального товариства. У книзі представлені бесіди Максименка та Водяного, спогади про артиста, цитати відомих журналістів та критиків СРСР.
На вулиці Єврейській, 32, у серпні 2014 року п'ятьма художниками створено найбільшу фреску в Україні площею 333 квадратні метри, що зафіксовано в українській книзі Гіннеса.
Творіння названо «Стіна видатних одеських персонажів», де зображені 24 особи, причетні до Одеси — справжні та вигадані, серед видатних осіб зображений Водяной у ролі Попандопуло.